# Abe Forsythe
Abraham Forsythe (nascut el 26 de juliol de 1981) és un actor, director, escriptor i productor de cinema i televisió australià. És fill de l'actor i còmic Drew Forsythe.

## Carrera
Va aparèixer per primera vegada a la sèrie de televisió The Miraculous Mellops. Des de llavors, ha aparegut com Campbell Todd a la sèrie de televisió australiana Always Greener, va protagonitzar la mini-sèrie Marking Time i va protagonitzar i dirigir la pel·lícula de 2003 Ned. També va dirigir i protagonitzar una paròdia de The Matrix anomenada Computer Boy. També va protagonitzar la sèrie de coproducció de televisió australiana i britànica Tripping Over.
Forsythe també ha protagonitzat diversos programes de televisió australians, com ara Blue Heelers, All Saints, Water Rats i Blue Water High.
El 2009, Forsythe va escriure i dirigir el curtmetratge del Tropfest Being Carl Williams. El curt va guanyar el segon premi i el premi a la millor comèdia. El Tropfest de 2010 el va veure guanyar el primer premi amb Shock, un breu homenatge a la personalitat de la ràdio Kyle Sandilands.
El 2012, va interpretar un paper principal en una de les minisèries de televisió més populars d'Austràlia. Forsythe va interpretar a John Cornell al drama australià Howzat! Kerry Packer's War, que es va basar en la presa de possessió del cricket per part de Packer el 1977, i l'establiment de la World Series Cricket. Juntament amb la direcció de la segona temporada de Laid.
El 2016, va escriure i va dirigir la controvertida comèdia negra inspirada en les revoltes de Cronulla de 2005 Down Under. Seguida el 2019 per Little Monsters, una comèdia de terror protagonitzada per Lupita Nyong'o i Josh Gad, que es va estrenar a la Festival de Cinema de Sundance.
El novembre de 2019, es va confirmar que dirigiria la següent entrega de la franquícia RoboCop, titulada RoboCop Returns.

## Vida personal
Forsythe estava casat amb l'actriu Helen Dallimore. Es van separar el 2013.

## Filmografia

### Curtmetratges
| Any  | Títol                           | Director | Guionista | Productor | Editor |
| ---- | ------------------------------- | -------- | --------- | --------- | ------ |
| 1998 | Guided by the Light of the Lord | Sí       | Sí        | No        | Sí     |
| 1999 | Drunken Rumble Story            | Sí       | Sí        | No        | Sí     |
| 1999 | Navin Wants to Be a Superhero   | Sí       | Sí        | No        | Sí     |
| 2000 | Computer Boy                    | Sí       | Sí        | Sí        | No     |
| 2009 | Being Carl Williams             | Sí       | Sí        | Sí        | Sí     |
| 2010 | Shock                           | Sí       | Sí        | Sí        | Sí     |
| 2010 | The Talk                        | Sí       | Sí        | No        | Sí     |
| 2012 | Prick                           | Sí       | Sí        | Sí        | Sí     |

Papers d’actor
| Any  | Títol        | Paper                 |
| ---- | ------------ | --------------------- |
| 2000 | Computer Boy | Agent Smith (paròdia) |

### Llargmetratge
| Any  | Títol           | Director | Guionista | Notes                                                                           |
| ---- | --------------- | -------- | --------- | ------------------------------------------------------------------------------- |
| 2003 | Ned             | Sí       | Sí        |                                                                                 |
| 2016 | Down Under      | Sí       | Sí        |                                                                                 |
| 2019 | Little Monsters | Sí       | Sí        | També va escriure les cançons "Daddy Daddy", "Let's Giggle!" i "Teddy's Lament" |

Papers d’actor
| Any  | Títol | paper     |
| ---- | ----- | --------- |
| 2003 | Ned   | Ned Kelly |

### Televisió
| Any  | Títol                                           | Director | Guionista | Productor executiu | Notes                                                 |
| ---- | ----------------------------------------------- | -------- | --------- | ------------------ | ----------------------------------------------------- |
| 2012 | Laid                                            | Sí       | No        | No                 | Temporada 2                                           |
| 2013 | The Elegant Gentleman's Guide to Knife Fighting | Sí       | Sí        | No                 | Episodi 2                                             |
| 2013 | Mr & Mrs Murder                                 | Sí       | No        | No                 | Episodis "The Art of Murder" i "The Course Whisperer" |
| 2014 | Soul Mates                                      | No       | No        | Sí                 |                                                       |
| 2022 | Wolf Like Me                                    | Sí       | Sí        | Sí                 | També creador; 13 episodis                            |

Papers d’actor
| Any  | Títol                                 | Paper               |
| ---- | ------------------------------------- | ------------------- |
| 1991 | The Miraculous Mellops                | Noi                 |
| 1994 | Escape from Jupiter                   | Kingston            |
| 1998 | Water Rats                            | Actor convidat      |
|      | Blue Heelers                          | Actor convidat      |
|      | All Saints                            | Actor convidat      |
|      | Blue Water High                       | Actor convidat      |
| 2001 | Always Greener                        | Campbell Todd       |
| 2003 | Marking Time                          | Hal Fleming         |
| 2004 | Fireflies                             | Hank Sharp          |
| 2005 | The Incredible Journey of Mary Bryant | Sam                 |
| 2006 | Tripping Over                         | Nic Kirkh           |
| 2010 | Laid                                  | Charlie             |
| 2012 | Howzat! Kerry Packer's War            | John Cornell        |
| 2013 | House Husbands                        | Derek               |
| 2014 | Soul Mates                            | Casting director    |
| 2019 | Mr Inbetween                          | Constable T. Gordon |